# تشارلز ديمرز
تشارلز ديمرز (بالإنجليزية: Charles Demers)‏ (1980)؛ كاتب وروائي كندي.

## روابط خارجية
- تشارلز ديمرز على موقع IMDb (الإنجليزية)
- تشارلز ديمرز على موقع ميوزك برينز (الإنجليزية)